# Масаж серця

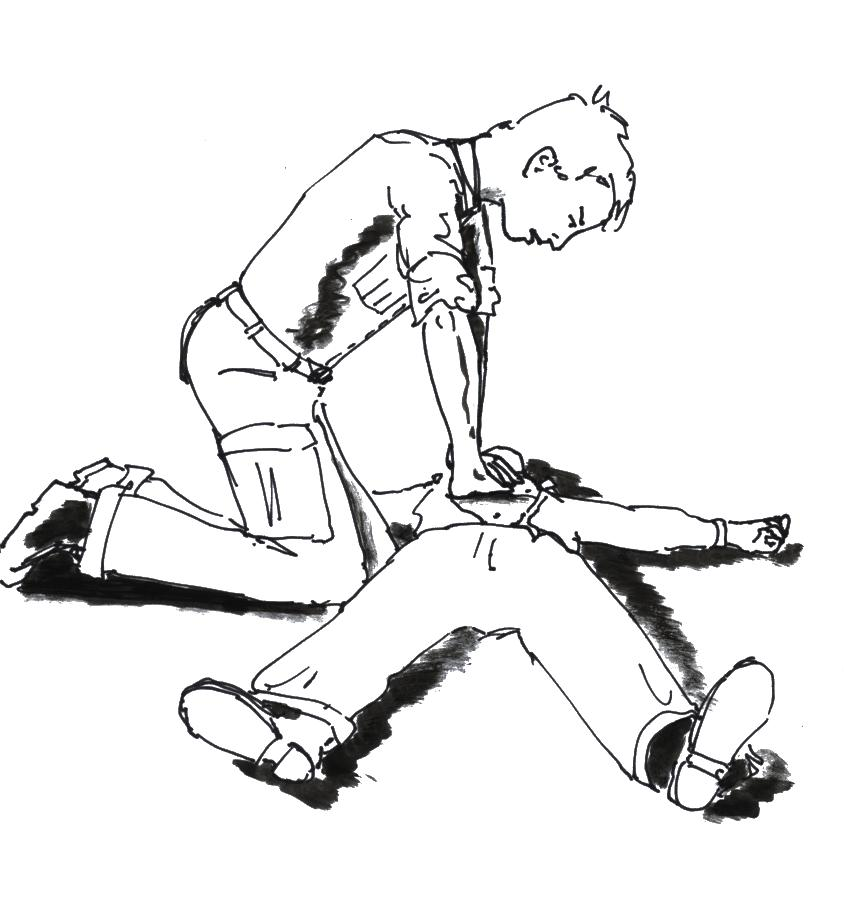
Здійснення непрямого масажу серця на дорослому пацієнтові

Масаж серця  — це штучне відновлення кровообігу, його використовують при раптовій і різкій зупинці серця.

## Види масажу серця

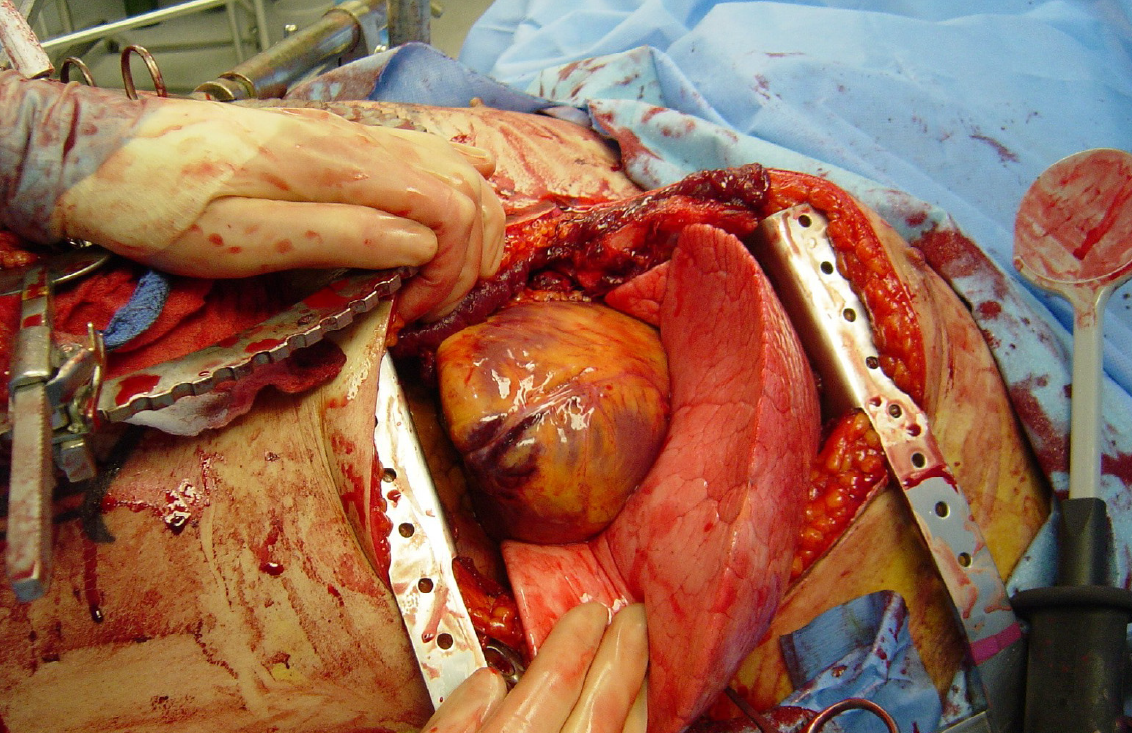
Невідкладна торакотомія

Види масажу поділяються на:
- Прямий — масаж, який здійснюється безпосередньо на серце, при цьому робиться відповідний розріз грудної клітки  (торакотомія). Подібну операцію проводять тільки лікарі відповідного фаху.

- Непрямий — здійснюється шляхом ритмічного здавлювання грудної клітки. Саме такий масаж серця є першою допомогою у багатьох випадках.

## Ознаки зупинки серця
Ознаками зупинки серця є припинення пульсу на сонних артеріях, розширення зіниць (зникнення рефлекторного відповіді на світло), припинення дихання.

## Методика та техніка проведення непрямого масажу серця

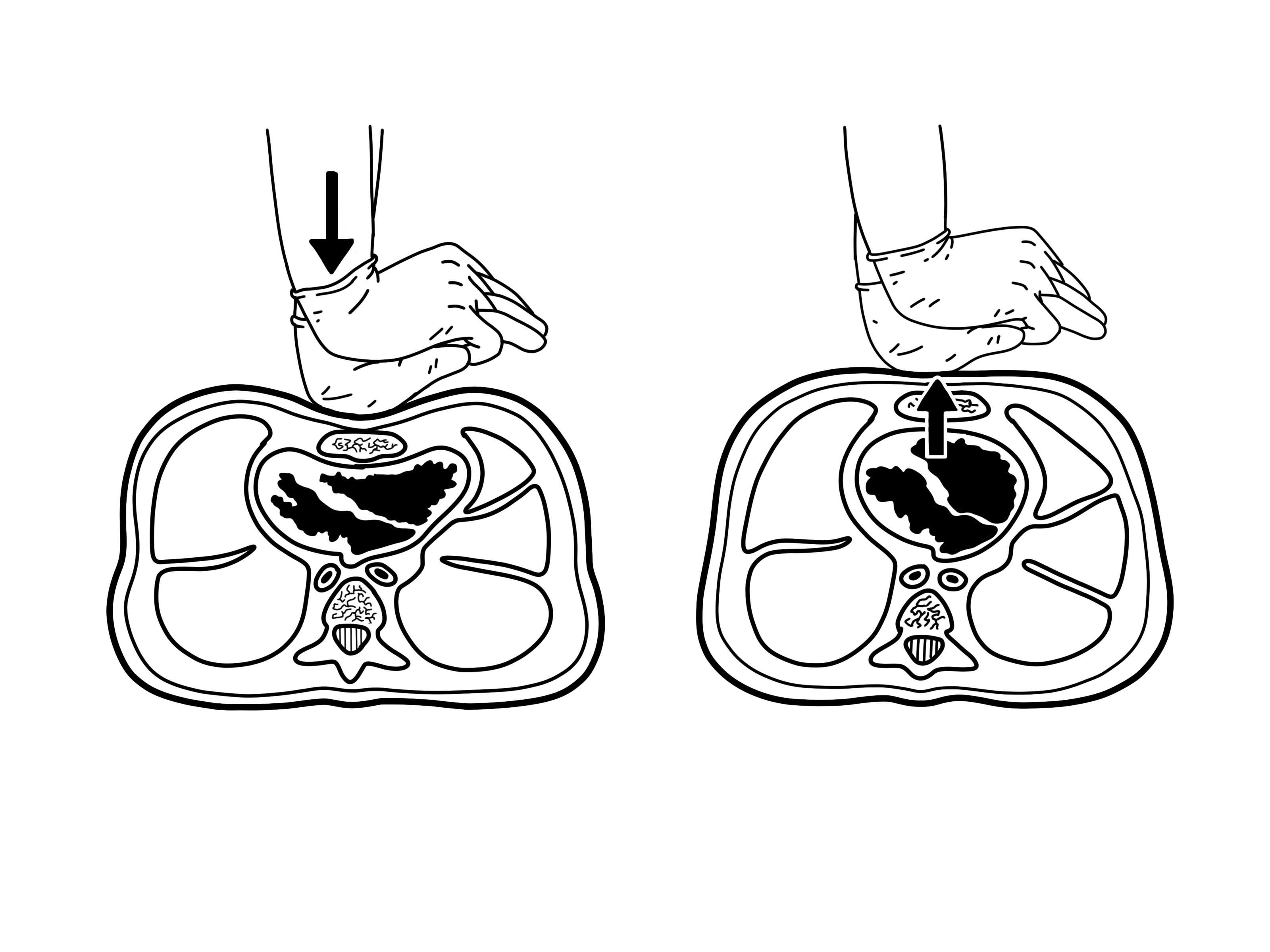
Непрямий масаж серця - механізм дії

Щоб правильно провести непрямий масаж серця, необхідна наявність наступних умов:
- людина повинна лежати на спині, на твердій поверхні, в іншому випадку через ефект пружини масаж серця буде неефективний;
- руки необхідно прикладати до нижньої третини грудної клітки, там розташовуються головні м'язові органи серця - шлуночки;
- натискати треба не всією поверхнею долоні, а лише тієї, яка розташована ближче до зап'ястя. Кисть другої руки розташовується зверху, для того, щоб підсилити тиск;
- натискати необхідно швидким поштовхоподібним рухом. Після кожного такого поштовху руки необхідно прибрати, для того, щоб грудна клітка змогла розправитися безперешкодно. Саме в цей час серце заповнюється венозною кров'ю;
- сила прикладання обох рук та маси тіла у людини, що проводить непрямий масаж серця, до грудної клітки дорослої людини, повинна зміщувати грудну клітку на чотири або шість сантиметрів, не більше;
- людина, яка робить непрямий масаж серця повинна знаходитися набагато вище хворого, для того, щоб упиратися обома прямими руками. Якщо необхідно зробити непрямий масаж серця у маленької дитини, можна використовувати одну руку. У новонароджених дітей масаж проводиться одним пальцем;
- непрямий масаж серця повинен забезпечити близько 60 серцевих скорочень на хвилину, при цьому треба враховувати, що її буде витрачено і на штучне дихання.

### Схема виконання непрямого масажу серця
Загалом НМС, проводиться одночасно або почергово з ШВЛ. Відтак, таку маніпуляцію може виконувати Дві або Одна особи.
Для проведення непрямого масажу серця використовують наступну схему:
- якщо одна людина виконує СЛР — 15-18 масажних рухів чергуються 2-3 вдуваннями повітря.
- якщо дві людини виконує СЛР — 5-6 масажних рухів чергуються з 1-2 вдуваннями повітря.

Таким чином, забезпечується потрібний темп і обсяг.

### Особливості непрямого масажу серця у дітей
Непрямий масаж серця у дітей у віці до одного року виконують таким чином:
- визначають лінію, яка з'єднує соски дитини. Перехрестя її з грудиною і є місцем непрямого масажу серця;
- одним або двома пальцями(вказівним та середнім) виконують інтенсивне натискування на грудину з такою силою, щоб грудна клітка прогиналася на 1,5-2 см, зі швидкістю 100 разів на хвилину.

У дітей з 1 року до 8 років непрямий масаж серця виконується однією рукою, яку розташовують на нижній третині грудини, натискування проводять з такою силою, щоб грудна клітка прогиналися на 2,5-3,5 см. Як і у дітей до одного року, необхідно підтримувати швидкість масажу 100 разів за хвилину, щоб при чергуванні з ШВЛ сумарна частота компресій грудної клітки складала 80 разів за хвилину.
У дітей старших 8 років масаж серця виконується так, як і у дорослих. Частота компресій на грудну клітку повинна коливатися в межах 80-100 разів за хвилину.
На етапі елементарного підтримання життя методи ШВЛ і непрямий масаж серця чергуються. При серцево-легеневій реанімації для дітей від 8 років і дорослих це співвідношення різне, залежно від кількості людей, які надають допомогу. Якщо СЛР виконує одна людина (виконує і вентиляцію легень, і непрямий масаж серця) співвідношення ШВЛ до частоти непрямого масажу серця повинно складати 2:15 (два вдихи/п'ятнадцять натискувань на грудну клітку). Якщо допомогу надають дві або більше осіб (одна людина робить непрямий масаж, інша - вентиляцію легень), співвідношення повинно коливатися в межах 1:5 (один вдих/п'ять комп-ресій на грудну клітку). У дітей до 8 років співвідношення ШВЛ до частоти непрямого масажу серця складає 1:5 (один вдих/п'ять натискань на грудну клітку) не залежно від того, яка кількість людей бере участь у наданні допомоги.
Якщо СЛР виконується правильно, то:
- одночасно з непрямим масажем серця на магістральних судинах повинен визначаться пульс;
- під час вдиху повинна підніматись грудна клітка;
- після припинення вдиху, завдяки своїй еластичності, грудна клітка повинна спадати і одночасно реєструється потік повітря з ротової і/або носової порожнин.

### Ознаки проведення ефективного непрямого масажу серця
Ознакою того, що масаж приніс бажаний ефект є:
- відновлення пульсу,
- поліпшення кольору шкіри і слизових оболонок,
- звуження зіниць,
- можлива поява самостійних вдихів.

Якщо необхідного відгуку організму не спостерігається, можна допомогти серцю, посприявши притоку крові до нього. Для цього треба підняти кінцівки, а після накласти на них джгути, але не більше ніж на 2:00[джерело?]. При накладанні джгута до нього прикріплюється записка з часом накладення. Також можна ввести адреналін, але не більше двох мілілітрів[джерело?]. Якщо техніка масажу вірна і позитивної дії не спостерігається протягом десяти хвилин[джерело?], то непрямий масаж серця можна припинити.